# Торнио
Торнио (фин. Tornio, швед. Torneå, северносаам. Duortnus) — городская коммуна в Финляндии, в провинции Лаппи. Коммуна имеет население в 21 326 человек (на 31 декабря 2021) и покрывает площадь 1348,42 км², из которых 161,47 км² — вода.
Коммуна граничит со шведским муниципалитетом Хапаранда. Торнио и Хапаранда имеют историю городов-побратимов, и объединяются в один город ЕвроСити. Новый центр города строится на международной границе и некоторые муниципальные услуги являются общими. Города также имеют общий гольф-клуб, расположенный прямо на границе. Новый магазин IKEA в Хапаранда имеет надписи на финском и шведском языках, а все цены указаны в двух валютах.
24 декабря, в канун Рождества, перед зданием ратуши глава администрации города объявляет «рождественский мир». Традиция существует с 1946 года.

## История
Дельта реки Турнеэльвен была населена со времен ледникового периода; на 1995 год было найдено 16 поселений, датируемых примерно 6000-5000 лет до н.э. Шведская часть региона расположена недалеко от самого древнего поселения Скандинавии (известного к 2004 году). Старая теория о том, что эта территория была не заселена и была «колонизирована» викингами сейчас отвергнута.
До XIX века население разговаривало на Кеми-саамском, языке восточносаамской подгруппы, похожем на финский.

### Шведское правление
Торнио было названо в честь реки Турнеэльвен.
Торнио получил свою грамоту от Короля Швеции в 1621 году и был официально основан на острове Суэнсаари (в переводе «Волчий Остров», возможно названный в честь одного из землевладельцев). Грамота дала возможность Торнио быть центром торговли в Лапландии в течение всего XVI века. Торнио был крупнейшим торговым городом Севера того времени и некоторое время считался богатейшим городом шведского королевства. Несмотря на оживленную торговлю с Лапландией и другими регионами, население города оставалось стабильным на протяжении столетий и составляло всего 500 человек.

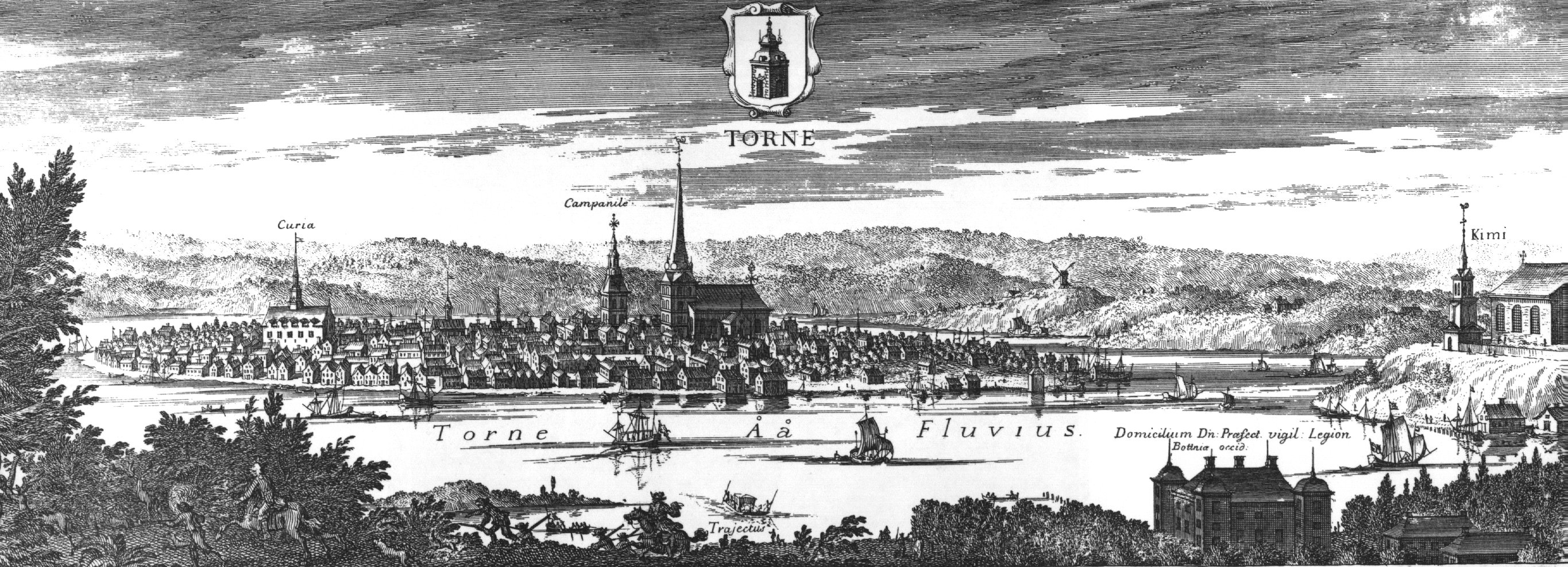
Гравюра времен шведского контроля

В течение XVIII-го века Торнио посетило несколько экспедиций из Центральной Европы, направлявшиеся исследовать Арктику. Самая выдающаяся экспедиция (1736—1737) под руководством члена Французской академии Пьера Луи де Мопертюи прибыла для проведения замеров вдоль реки Турнеэльвен, которые должны были показать, что Земля вытянута к полюсам.
Торговля Лапландии, от которой зависел Торнио, начала сокращаться в XVIII-м веке, а пристань пришлось дважды переносить ниже по течению из-за поднимающейся земли, которая сделала реку слишком мелкой для навигации.
Однако самый сильный удар по благосостоянию города нанесла последняя Русско-шведская война (1808—1809). Уже с марта 1809 года Торнио становится гарнизонным городом русской армии. В сентябре того же года война завершилась подписанием Фридрихсгамского мирного договора. В результате этой войны Российская империя присоединила Финляндию. Граница была проложена по самым глубоким фарватерам рек Торнио и Муонио, разделив Лапландию на две части и ударив по торговле. Торнио был оставлен на Российской стороне границы по специальному настоянию императора Александра I. Шведы основали деревню Хаапаранта (ныне Хапаранда) на своей стороне границы, чтобы сбалансировать потерю Торнио. Окончательное разграничение территорий было закреплено отдельным Актом разграничения, подписанном в Торнио 8 (20) ноября 1810 года.

### Великое княжество Финляндское
В период русского правления Торнио был сонным гарнизонным городком. Летом 1819 года император Александр I совершил поездку по Финляндии. Вечером 31 августа он прибыл в Торнио — конечный пункт своего путешествия — и провёл там следующий день. Государь останавливался в доме купца Бергмана.
Торговля оживилась только во время Крымской Войны и Первой мировой войны, когда Торнио стал важным пунктом пересечения границы людьми и товарами. В течение Первой Мировой Торнио и Хапаранда имели единственную железнодорожную связь России и Западных союзников.

### Независимая Финляндия

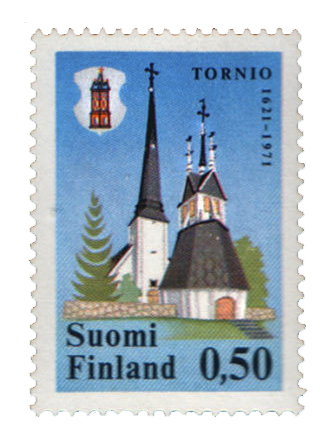
Церковь в Торнио

После объявления независимости Финляндии в 1917 году Торнио потерял свой гарнизон и продолжил своё затухание, хотя размер населения стабильно рос. Город не сыграл никакой роли в гражданской войне, однако был центром жестоких уличных боев в начале Лапландской войны между Финляндией и нацистской Германией. Быстрое освобождение города финскими войсками сохранило город от поджога, как это произошло со многими городами Лапландии. В результате красивая деревянная церковь 1686 до сих пор доступна для каждого.
После Второй Мировой город получил новые рабочие места, благодаря успеху местной пивоварни Lapin Kulta и заводу нержавеющей стали Оутокумпу. Туризм, основанный на близости к границе, также активно рос.

## Транспорт
Торнио соединён со шведским городом Хапаранда несколькими мостами через реку Турнеэльвен. Первый из них — железнодорожный мост через Турнеэльвен, введён в эксплуатацию в 1919 году. В 1939 году был запущен автомобильный мост Ханнула, а в 1979 году мост Турнеэльвен.
На железной дороге в Торнио происходит смена колеи с финской на шведскую железнодорожную систему.
Аэропорт Кеми-Торнио расположен в Кеми, около 18 км на юго-восток от центра Торнио.
Финская автомагистраль 29 (часть Европейского маршрута Е08) между Кеминмаа и Торнио — это самая северная трасса мира. Торнио также является северным окончанием Европейского маршрута Е04.

## Образование
В 1804 году была открыта городская библиотека, функционирующая по настоящее время.
Город является центром обучения Западной Лапландии с профессиональным колледжем и Университетом Прикладных Наук. В 1992 году был открыт университет прикладных наук Кеми-Торнио, который в 2014 году стал базовым для нового Лапландского университета прикладных наук.

## Культура
В 1884 году в городе был открыт православный храм апостолов Петра и Павла, ныне находящийся в юрисдикции Финляндской православной церкви. Также в городе расположены лютеранский и протестантский храмы.
В городе расположен музей Торнио, который функционирует с 1914 года и является старейшим музеем Лапландии. С 2014 года он также представляет историю и шведской части долины реки Турнеэльвен.

## Спорт
Tornion Palloveikot, или просто ToPV, несколько раз становился чемпионом страны по хоккею с мячом. Команда играет домашние матчи в Хапаранде, где также проводились игры чемпионата мира по хоккею с мячом 2001 года на стадионе Погхан.
Тему Тайнио, футболист, родился в Торнио.

## Фотографии

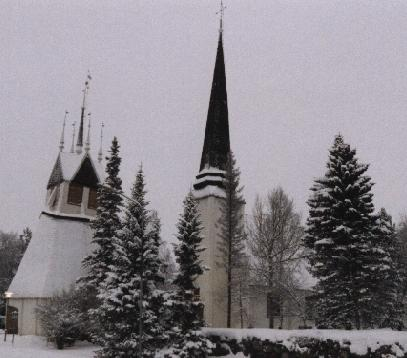
Шпиль церкви Торнио использовался де Мопертюи как одна из точек отсчета при его измерениях. Церковь была построена в 1686 Матти Йоосепипойка Херме
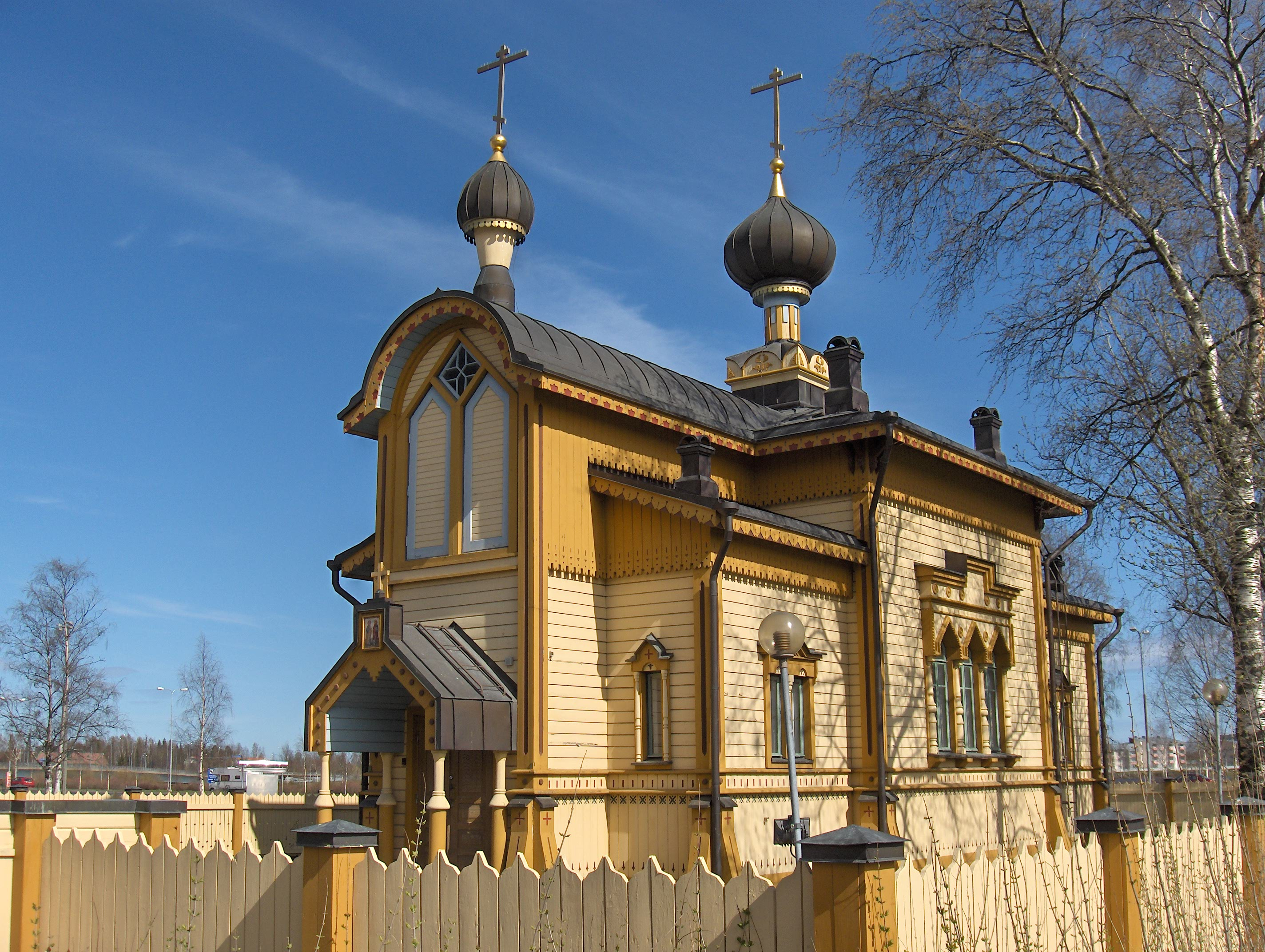
Православная церковь святых апостолов Петра и Павла в Торнио
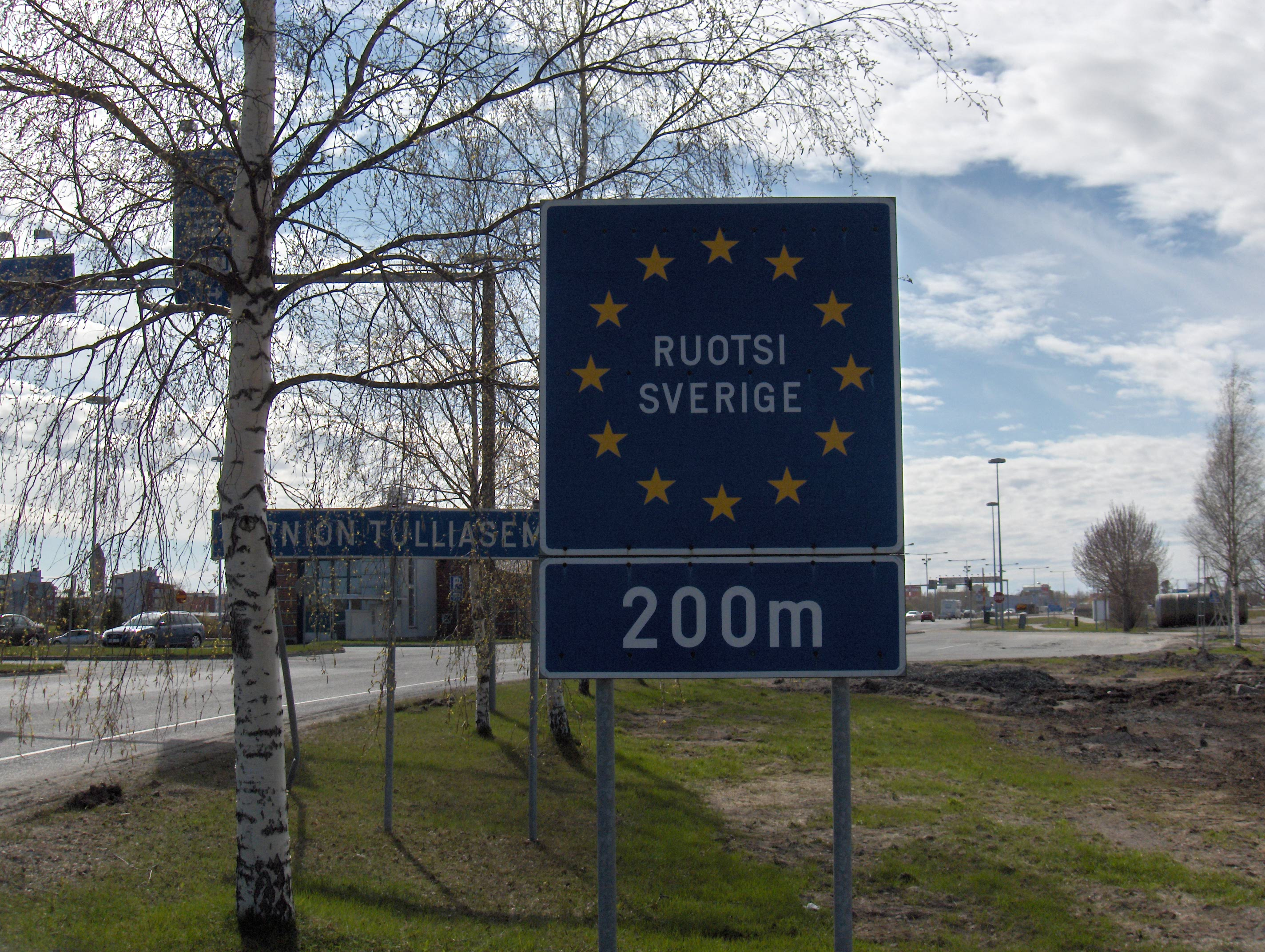
Двуязычная финско-шведская надпись предупреждающая о том, что через 200 метров въезд в Швецию, Таможенная зона Торнио

## Города-побратимы
Самые близкие экономические и культурные связи Торнио имеет со своим ближайшим соседом:
- Хапаранда, Швеция

Торнио также имеет связи с:
- Девизес, Англия
- Хаммерфест, Норвегия
- Икаст, Дания
- Кировск, Россия[8]
- Сексард, Венгрия
- Ветланда, Швеция